# Jorge Kudri
Jorge Kudri (Paranaguá, 24 de julho de 1938 – Balneário Camboriú, 20 de fevereiro de 2004) foi um empresário, jornalista, treinador e dirigente esportivo brasileiro.
Um dos pioneiros no futsal no Paraná, Jorge era irmão do jornalista Abdo Aref Kudri e foi presidente da Federação Paranaense de Futsal, ocupando também os cargos de vice presidente da Confederação Sul-Americana de Futebol de Salão, presidente da Região Sul pela CBFS e foi assessor técnico da antiga CBD (atual CBFS) no setor de futebol de salão. Também foi treinador de equipes de futebol de salão em Curitiba, como o Silva Jardim, o Talismã, o Ferroviário e o time do Círculo Militar do Paraná.

## Biografia
Nascido no litoral paranaense em 1938, Jorge começou a trabalhar no jornal Paraná Esportivo em 1955 (com apenas 16 anos de idade), cobrindo e ajudando a organizar o futebol de salão em Curitiba. Em 1956 foi um dos fundadores da Federação Paranaense de Futsal, entidade que presidiu por décadas, sendo eleito em primeira vez em 1971. Sob seu comando, em 1995, criou o Campeonato Paranaense de Futsal, dividido em três séries e duas divisões.
Também foi repórter e diretor de jornal, trabalhando em vários periódicos, tais como: Paraná Esportivo, Correio do Paraná, Correio da Noite e em 1963 ajudou a fundar o jornal Diário Popular (em sociedade com o seu irmão). Neste jornal, instituiu alguns edições comemorativas para o povo paranaense e o esporte do estado, como: Melhores do Ano e Chuteira de Ouro.
Jorge Kudri faleceu em pleno feriado de Carnaval de 2004 no Balneário Camboriú, em decorrência de um câncer.
Importante nome do jornalismo e do esporte paranaense, em 2003 ganhou o "Prêmio Cultura e Divulgação" da Câmara Municipal de Curitiba e atualmente seu nome é homenageado no Troféu Jorge Kudri
 (troféu concedido ao vencedor do primeiro turno do campeonato paranaense de futsal).